# Jólabókaflóð

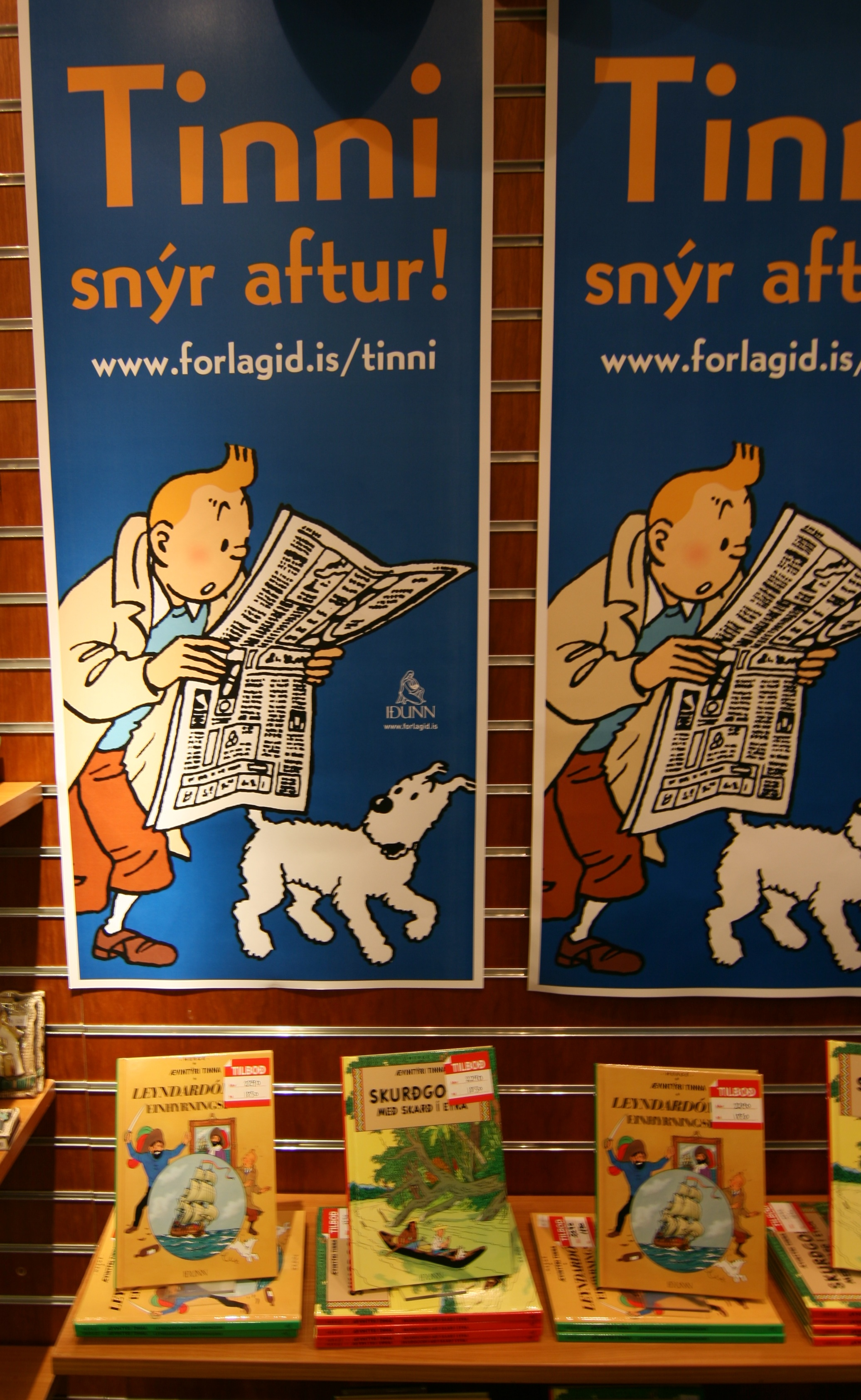
Librairie islandaise commercialisant des albums de Tintin

Le déluge de livres de Noël (islandais : Jólabókaflóðið) est un terme utilisé en Islande pour la sortie annuelle de nouveaux livres survenant le mois précédant Noël. Son nom fait référence au fait que ces livres sont généralement publiés uniquement pendant la saison et ensuite achetés comme cadeaux à offrir le soir de Noël,.
Il s'agit de la tradition la plus populaire du pays. La coutume consiste, après avoir profité d’un repas de Noël bien copieux, à ce que les Islandais offrent des livres sous le sapin et que chaque convive se plonge, chocolat chaud à la main, au coin du feu, dans l'un des romans qu'ils viennent de recevoir.
Les livres nouvellement publiés sont répertoriés chaque année dans une compilation appelée Nouvelles des livres (islandais : Bókatíðindi) qui est distribuée gratuitement à tous les foyers islandais. La sortie des Nouvelles est le début de la vague de livres, signifiant le début des vacances. La tradition est née à la fois de l'histoire littéraire séculaire islandaise et de la situation économique pendant la Seconde Guerre mondiale, lorsque des restrictions monétaires strictes ont limité la quantité d'articles-cadeaux importés. Étant donné que les restrictions sur le papier importé étaient plus clémentes que sur d'autres produits, les livres sont devenus et sont restés le cadeau de Noël de choix.

## Historique
La tradition débute officiellement en 1944, lorsque la Nouvelles des livres a été publiée pour la première fois, en raison de l'économie de l'après-guerre. De nombreux pays se sont isolés alors qu'ils reconstruisent leurs économies, notamment en Europe occidentale. Cela a diminué le nombre d'importations que l'Islande a reçues d'autres pays, qui comprenaient la plupart des formes d'articles-cadeaux. Les limitations sur les produits en papier n'étaient pas aussi restrictives, ce qui en fait une importation plus courante pendant la période d'après-guerre. En raison de sa neutralité pendant la guerre, l'Islande n'avait pas été confrontée au même krach économique que la plupart des pays européens, ce qui leur laissait une capacité de dépense supérieure à la moyenne et moins d'articles à dépenser. Lorsque la saison des vacances est arrivée, les livres étaient le cadeau le plus disponible.

### Vidéos
- En Islande, une avalanche de livres sous le sapin de Noël, AFP News, 2019 (1 minute; Info)
- Islande : "Jólabókaflóðið", la tradition du déluge de livres de Noël, Brut, 2019 (3 minutes; Info)
- Islande : les livres s'arrachent à Noël grâce à une tradition, France Info, 2019 (1 minute; Info)